# Unione Sportiva Arsenale 1946-1947
Questa voce raccoglie le informazioni riguardanti l'Unione Sportiva Arsenale nelle competizioni ufficiali della stagione 1946-1947.

## Rosa
| N. |                   | Ruolo | Calciatore           |
| -- | ----------------- | ----- | -------------------- |
|    | Italia (bandiera) | A     | Antonio Bellucco     |
|    | Italia (bandiera) | C     | Mario Bernardel      |
|    | Italia (bandiera) | D     | Angelo Canavesi      |
|    | Italia (bandiera) | A     | Vincenzo Castellano  |
|    | Italia (bandiera) | C     | Giacomo Fanelli      |
|    | Italia (bandiera) | P     | A. Gianola           |
|    | Italia (bandiera) | A     | Umberto Grattagliano |
|    | Italia (bandiera) | A     | F. Lacerenza         |
|    | Italia (bandiera) | A     | G. Lacerenza         |
|    | Italia (bandiera) | C     | Orlando Marchioli    |

| N. |                   | Ruolo | Calciatore        |
| -- | ----------------- | ----- | ----------------- |
|    | Italia (bandiera) | A     | Meneghetti        |
|    | Italia (bandiera) | D     | Nicola Mignozzi   |
|    | Italia (bandiera) | C     | Francesco Petagna |
|    | Italia (bandiera) | C     | A. Pirami         |
|    | Italia (bandiera) | C     | Donato Raguso     |
|    | Italia (bandiera) | P     | Duilio Santarosa  |
|    | Italia (bandiera) | A     | G. Schillaci      |
|    | Italia (bandiera) | A     | Luigi Silvestri   |
|    | Italia (bandiera) | D     | Alfredo Travia    |
|    | Italia (bandiera) | C     | Armindo Valente   |